# Перван Горњи
Перван Горњи (Горњи Перван) је насељено мјесто на подручју Бања Лука Република Српска, БиХ. Ово насељено мјесто припада мјесној заједници Голеши.
По попису становништва из 1991. године у њему је живјело 467 становника.
У Горњем Первану извире ријека Сутурлија.

## Географски положај
Перван Горњи чине засеоци: Ћопићи, Галићи, Вукелићи, Милојевићи, Шевери, Чергићи, Рађевићи, Вујиновићи, Врањеши, Марчетићи и Чавићи. 

Поријекло назива села Перван није у потпуности објашњено, а као највјероватније објашњење узима се оно по којем је назив изведен од старог облика ријечи „први“ – „перви“ јер је село у односу на околна било прво у производњи пшенице.

Сам простор је брдско-планински крај југозападно од Бањалуке.
Средиште мјеста, у којем се налази основна школа, мјесна канцеларија и амбуланта, од центра Бањалуке је удаљено нешто више од 22 километара.

## Култура и образовање
На тромеђи мјеста Горњи, Доњи Перван и Голеши налази се деветогодишња основна школа. Ова школа је подручно одјељење Основне школе „Мирослав Антић“ у Бистрици.У саставу те школе као њено подручно одјељење функционише од 1989. када је носила назив "Милорад Умјеновић". Школу у 2017/2018. школској години похађа 30 ученика.Од ове школске године уведена су и комбинована одјељења у предметној настави што је новост у образовном систему Републике Српске.
Послијератне југословенске власти велику пажњу су посвећивале описмењавању становништва и отварању школа. Тако је Среско грађевинско предузеће 2.6.1948. године поднијело молбу Среском Народном Одбору за изградњу објекта школе у Первану. Извршни одбор је већ 4.6.1948. године издао грађевинску дозволу за изградњу школског објекта. Објекат ОШ „Перван“ у Первану грађен је од камена од 1948. до 1950. године. Припремни радови за градњу школског објекта започели су 1.7.1948. године. Упркос потешкоћама градња школе је завршена 1950. године и имала је двије учионице, што је било знатно боље у односу на просјек у Југославији јер је 57,8% свих основних школа имало само једну учионицу. Први учитељ школе у Первану био је Бошко Ђурђевић који је уједно био и управитељ школе. Те школске године наставу је похађало укупно 95 ученика, од чега 81 дјечак и 14 дјевојчица. Народни одбор Оптине Бронзани Мајдан је 15.1.1962. донио одлуку о спајању основних школа на подручју општине којом се школе у Первану Доњем, Суботици и Голешима спајају са школом у Первану Горњем. Од 1965/1966. школске године школа у Первану, као и новоизграђене школе: „Суботица“ у Суботици и „Блажиште“ у Доњем Первану била је у саставу ОШ „Младен Стојановић“ у Бронзаном Мајдану.
У школској 1970/1971. школа у Первану је имала пет разреда, а у школској 1972/1973. години свих осам.
Почетком септембра 1974. године званично је отворен нови монтажни објекат ког је градила „Криваја“ Завидовићи, а средства за њену градњу обезбиједила општина Бањалука.
Као самостална осмогодишња школа која у свом саставу има подручна одјељења „Суботица“ у Суботици и „Блажиште“ у Доњем Первану ради од 1976. године.
Одлуком Вијећа удруженог рада и Вијећа мјесних заједница СО Бањалука од 11. и 12.7.1989. године школа "Милорад Умјеновић" престала је са радом као самостална и припојена ООУР-у ОШ “Јошикова Вода“ Бистрица.

## Становништво
| Националност       | 1991. | 1981. | 1971. | 1961. |
| Срби               | 466   | 634   | 817   | 761   |
| Југословени        | 1     | 6     |       | 13    |
| Муслимани          |       | 1     |       |       |
| остали и непознато |       | 3     | 3     |       |
| Укупно             | 467   | 644   | 820   | 774   |

| Демографија | Демографија | Демографија |
| Година      | Становника  | Становника  |
| ----------- | ----------- | ----------- |
| 1961.       | 774         |             |
| 1971.       | 820         |             |
| 1981.       | 644         |             |
| 1991.       | 459         |             |

## Знамените личности
- Милош Милојевић (Горњи Перван, 1936 — Бања Лука, 29. септембар 2011), српски пјесник и члан Удружења књижевника Српске.[2]